# Toyota Avensis
Toyota Avensis — автомобілі середнього класу (Клас D), що вироблялися корпорацією Toyota з 1998 по 2018 рік.

## Toyota Avensis T22 (1998—2003)

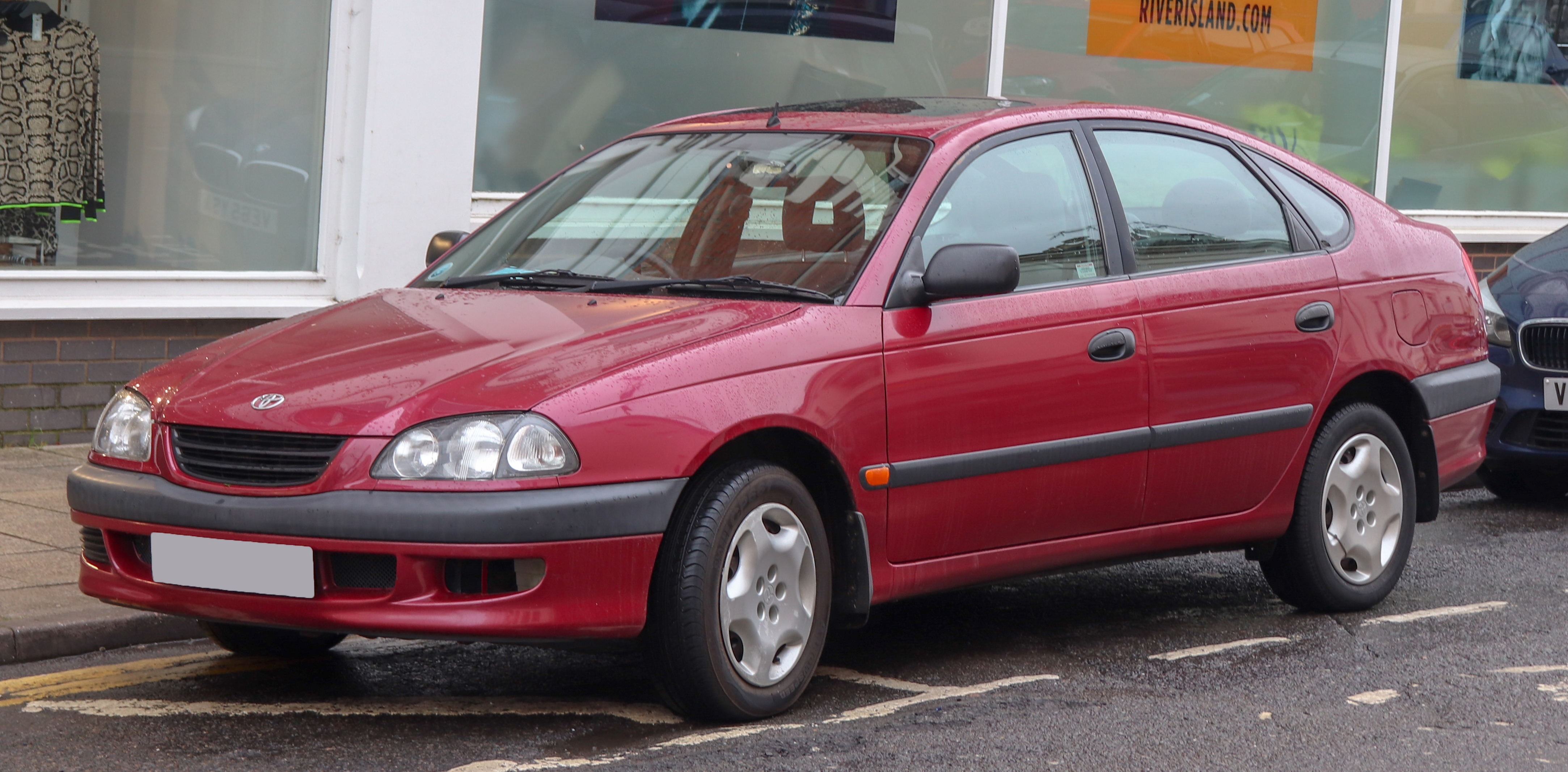
Toyota Avensis I ліфтбек (1998—2000)

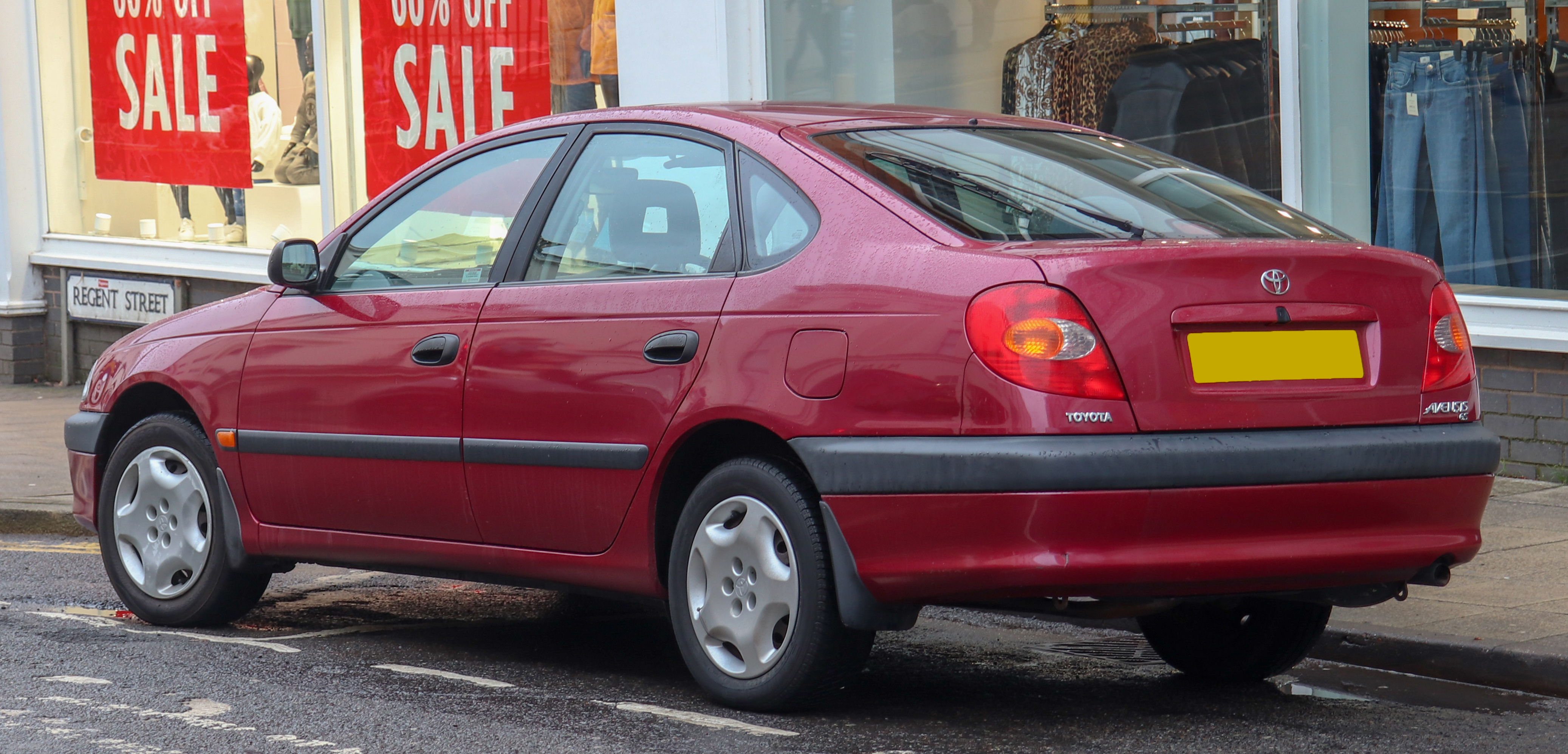
Toyota Avensis I ліфтбек (1998—2000)

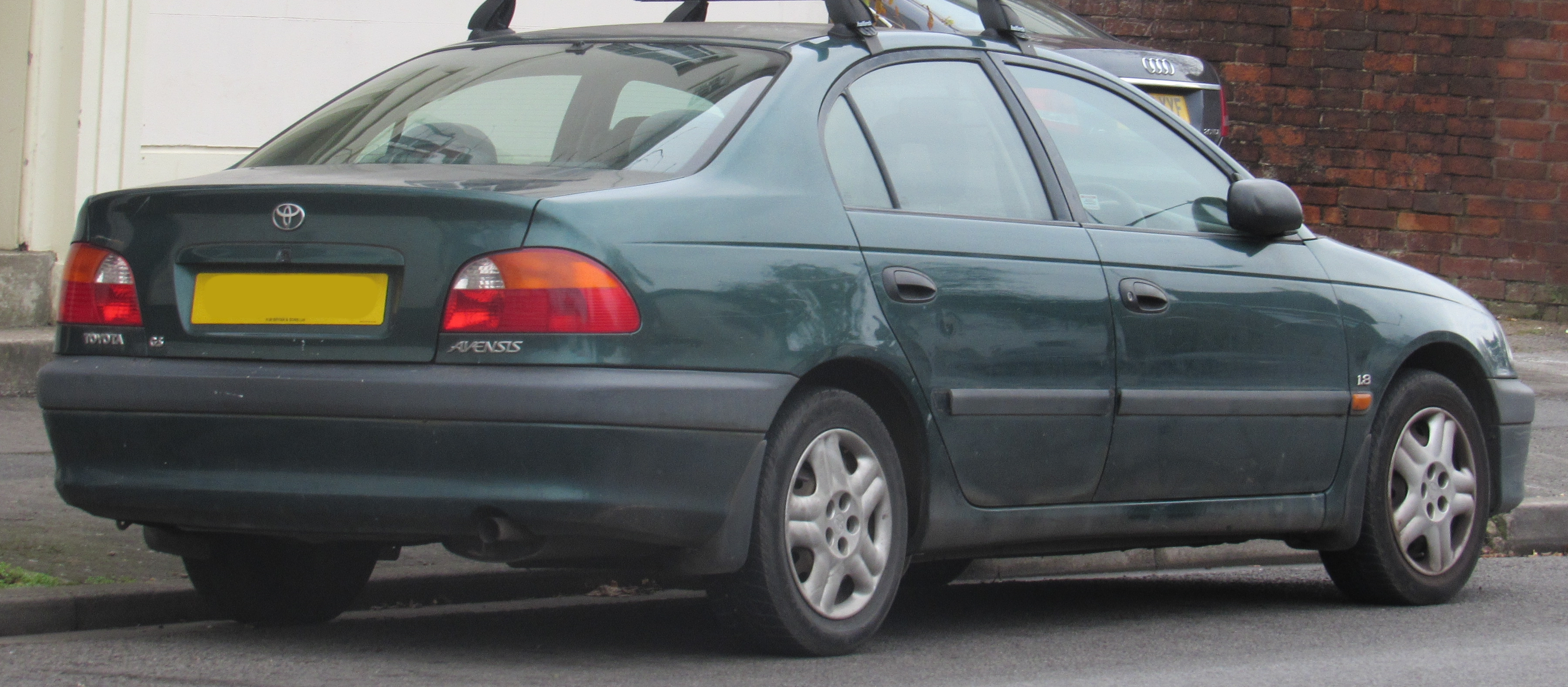
Toyota Avensis I седан (1998—2000)

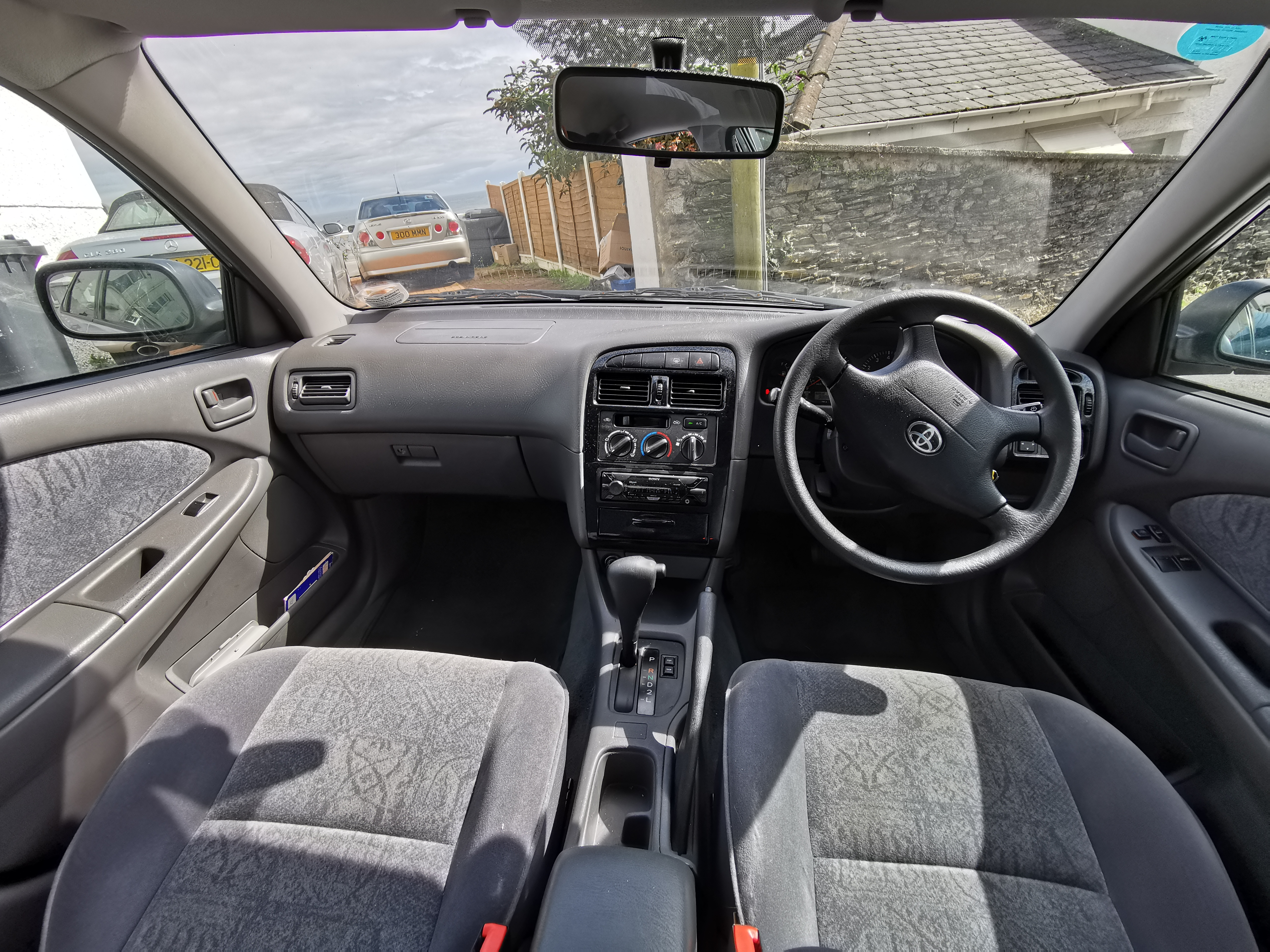

Toyota Avensis прийшла на зміну моделі Toyota Carina E наприкінці 1997 року. Виробництво було продовжено на заводі у Великій Британії, а покупцям пропонувалися три типи кузова — седан, ліфтбек і універсал.
Коефіцієнт лобового опору дорівнював 0,28. Завдяки передовому дизайну, європейській якості збірки і високому рівню комфорту, автомобіль став масовим.
Спереду і ззаду — стійки Макферсона зі стабілізатором поперечної стійкості.
Toyota Avensis — одна з найбезпечніших моделей в своєму класі. Модель серійно оснащується ABS. У разі аварії на допомогу прийдуть від двох до чотирьох надувних подушок. Автомобіль пропонується в комплектації «Terra» і «Sol». Відмінний рівень оснащення передбачений навіть для базової комплектації з двигуном 1.6 літра, до якої входять кондиціонер, електропакет, музична установка, центральний замок, «протитуманки». У топову комплектацію входять шкіряні сидіння з обігрівом і бічні подушки безпеки. Підтвердженням високого і донині оснащення Avensis служить ексклюзивна для тих років, але вельми корисна в наших умовах опція — підігрівач нижньої кромки вітрового скла.
У 2000 році Avensis пережив рестайлінг, змінлися бампери, оптика, решітка радіатора, емблему перемістили з капоту на решітку радіатора. Дволітровий двигун замінили новим мотором — при такому ж обсязі потужність зросла з 128 до 150 «конячок». Всі двигуни отримали систему зміни газорозподілу VVT-I. «Мордочка» отримала «прозору» оптику.
В 2001 році на базі Toyota Avensis розроблено мінівен Toyota Avensis Verso, що продавався до 2009 року.

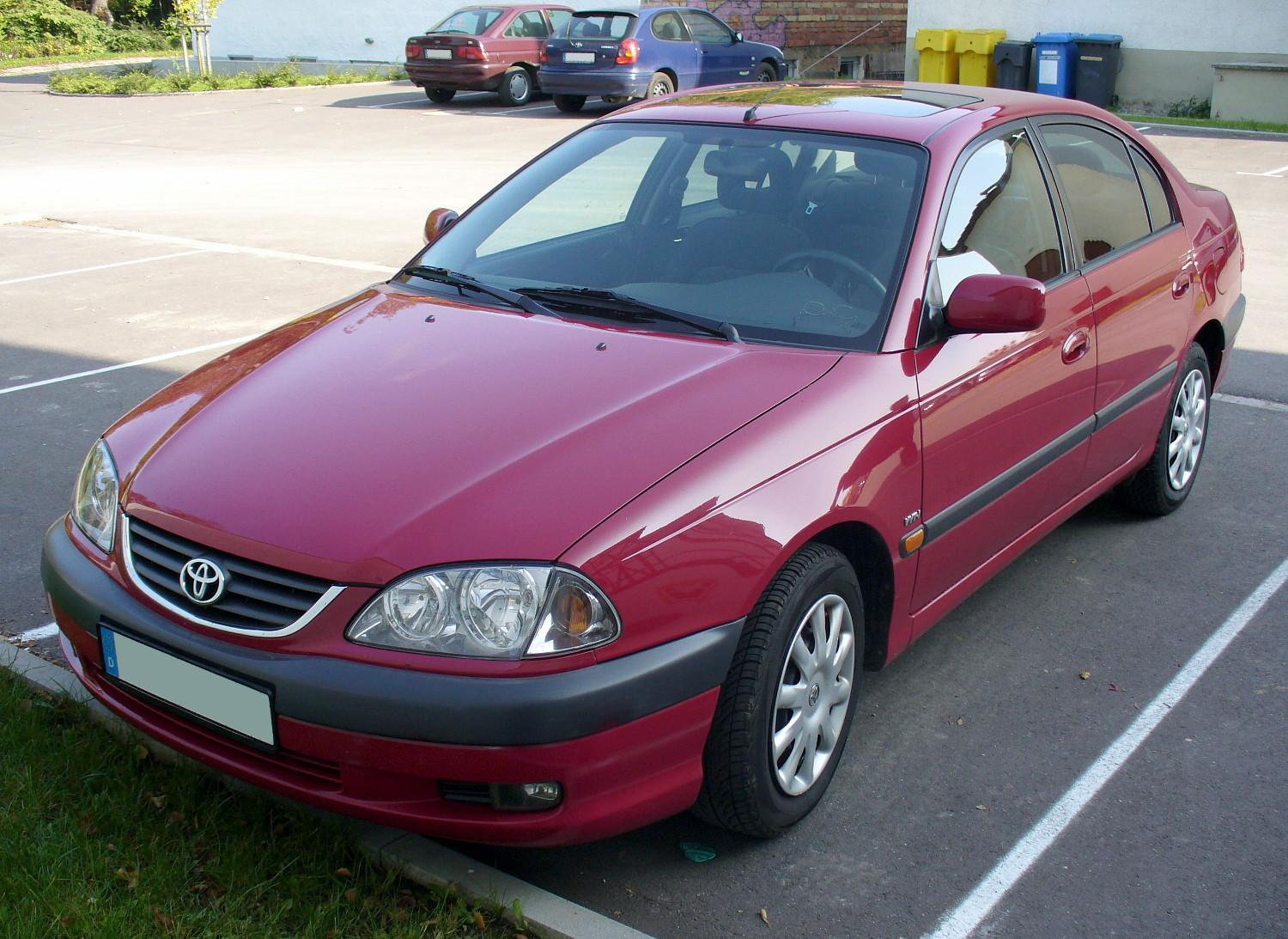
Toyota Avensis I седан (2000-2003)
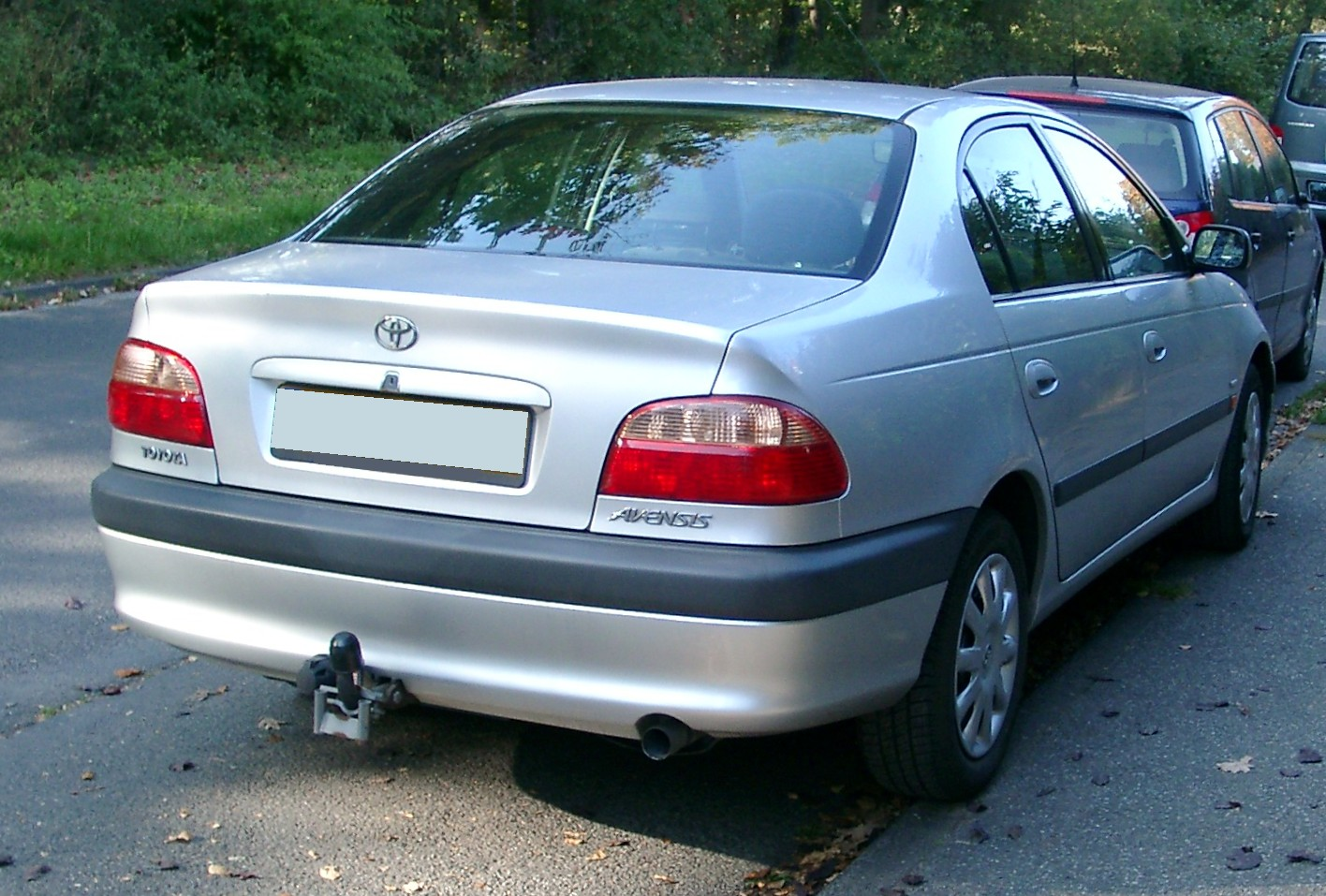
Toyota Avensis I седан (2000-2003)
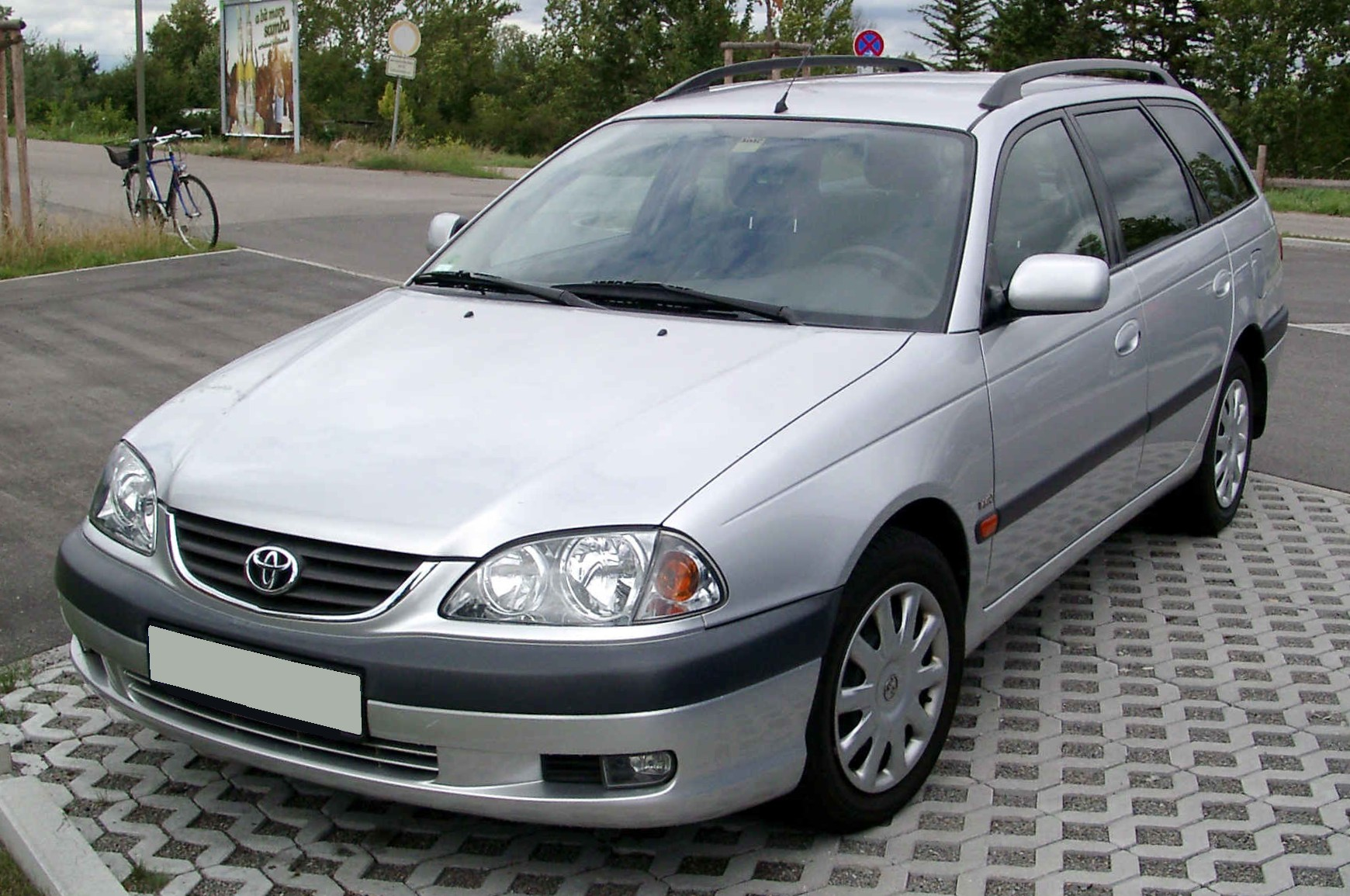
Toyota Avensis I універсал (2000-2003)
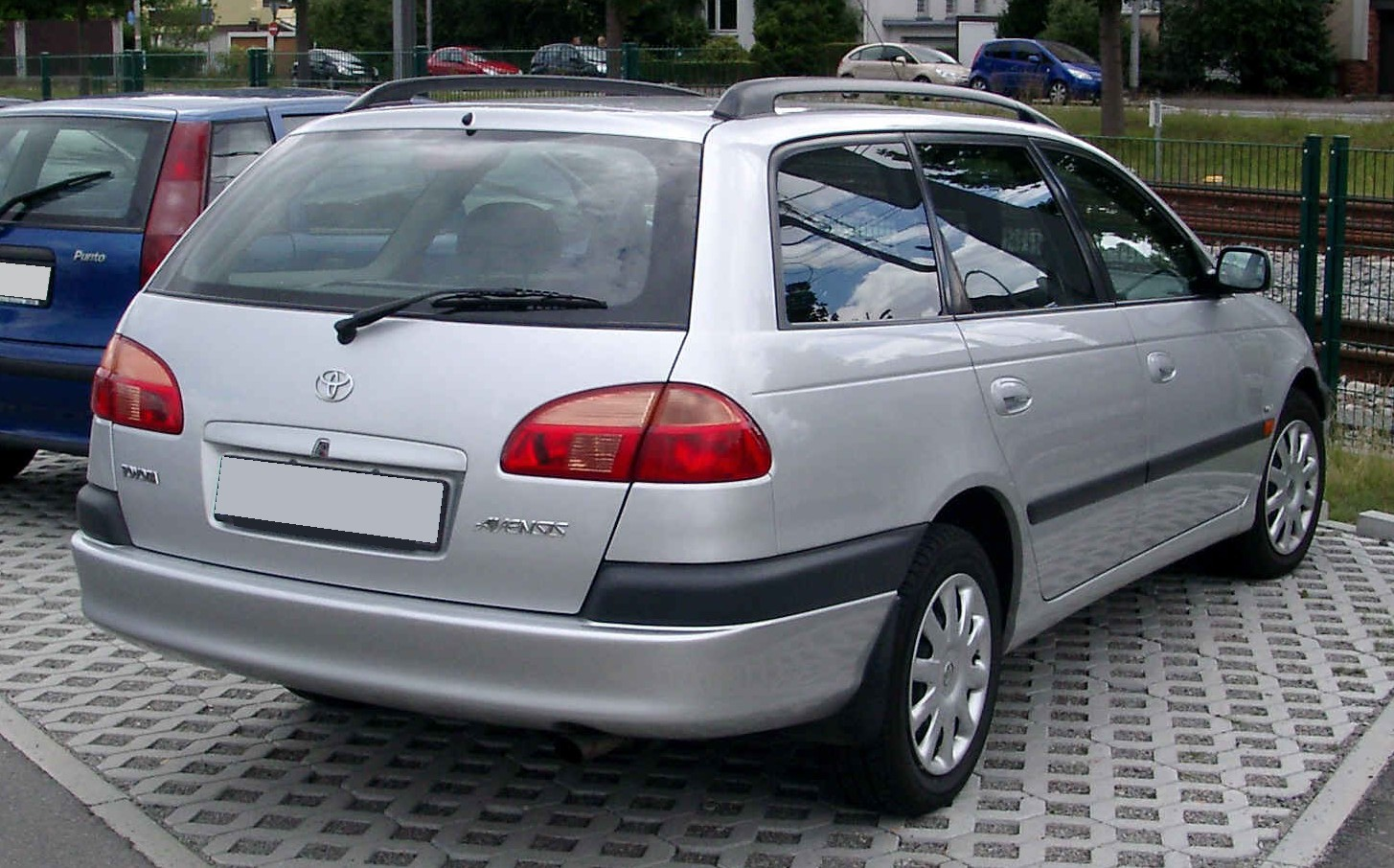
Toyota Avensis I універсал (2000-2003)

### Двигуни
Бензинові
- 1.6 л 4A-FE 109 к.с.
- 1.6 л VVT-i 3ZZ-FE 109 к.с.
- 1.8 л 7A-FE 109 к.с.
- 1.8 л VVT-i 1ZZ-FE 127 к.с.
- 2.0 л 3S-FE 126 к.с.
- 2.0 л D4 VVT-i 1AZ-FSE 148 к.с.

Дизельні
- 2.0 л TD 2C-TE 89 к.с.
- 2.0 л D-4D 1CD-FTV 109 к.с.

## Toyota Avensis T25 (2003—2009)

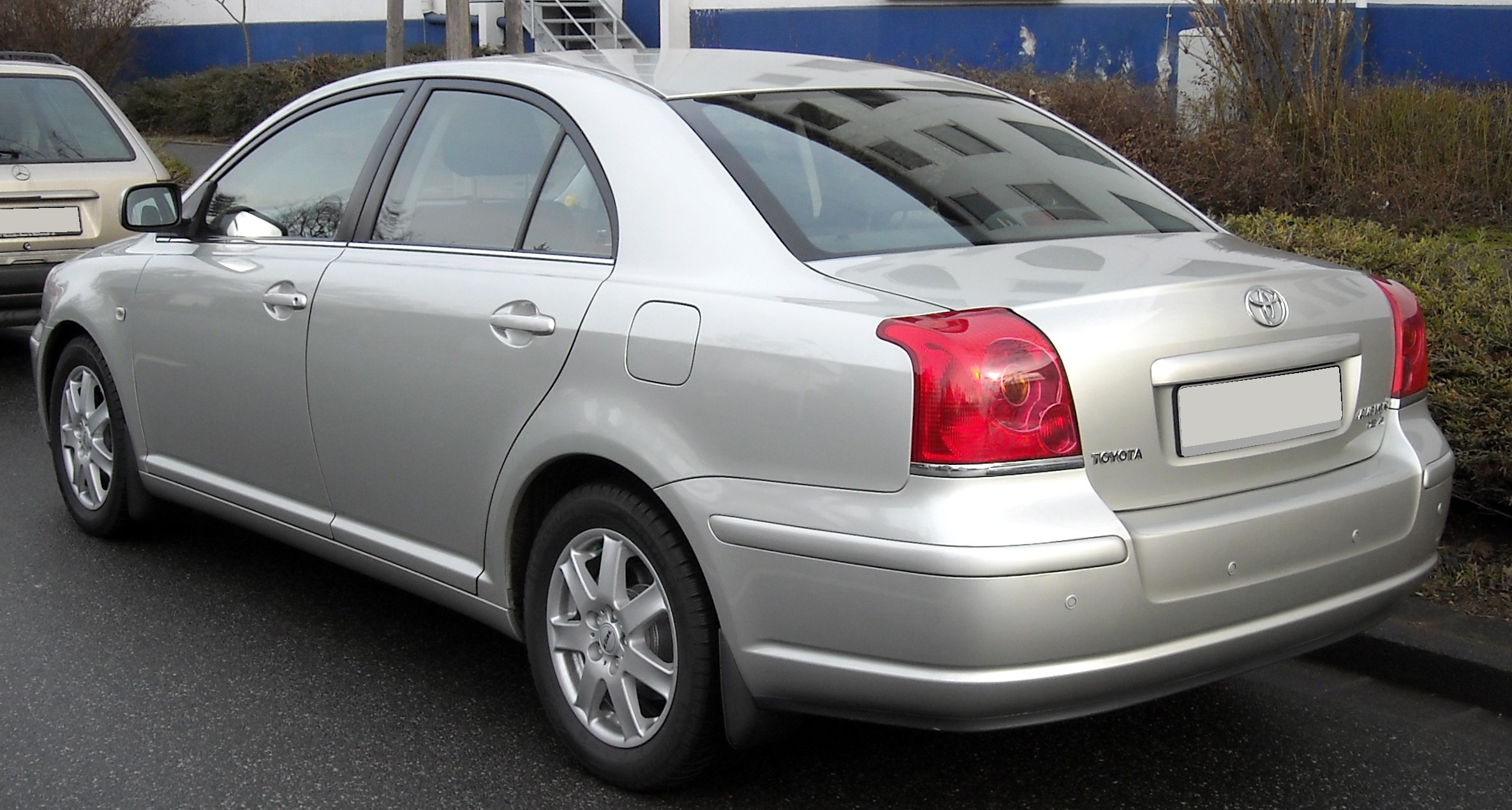
Toyota Avensis II седан (2003—2006)

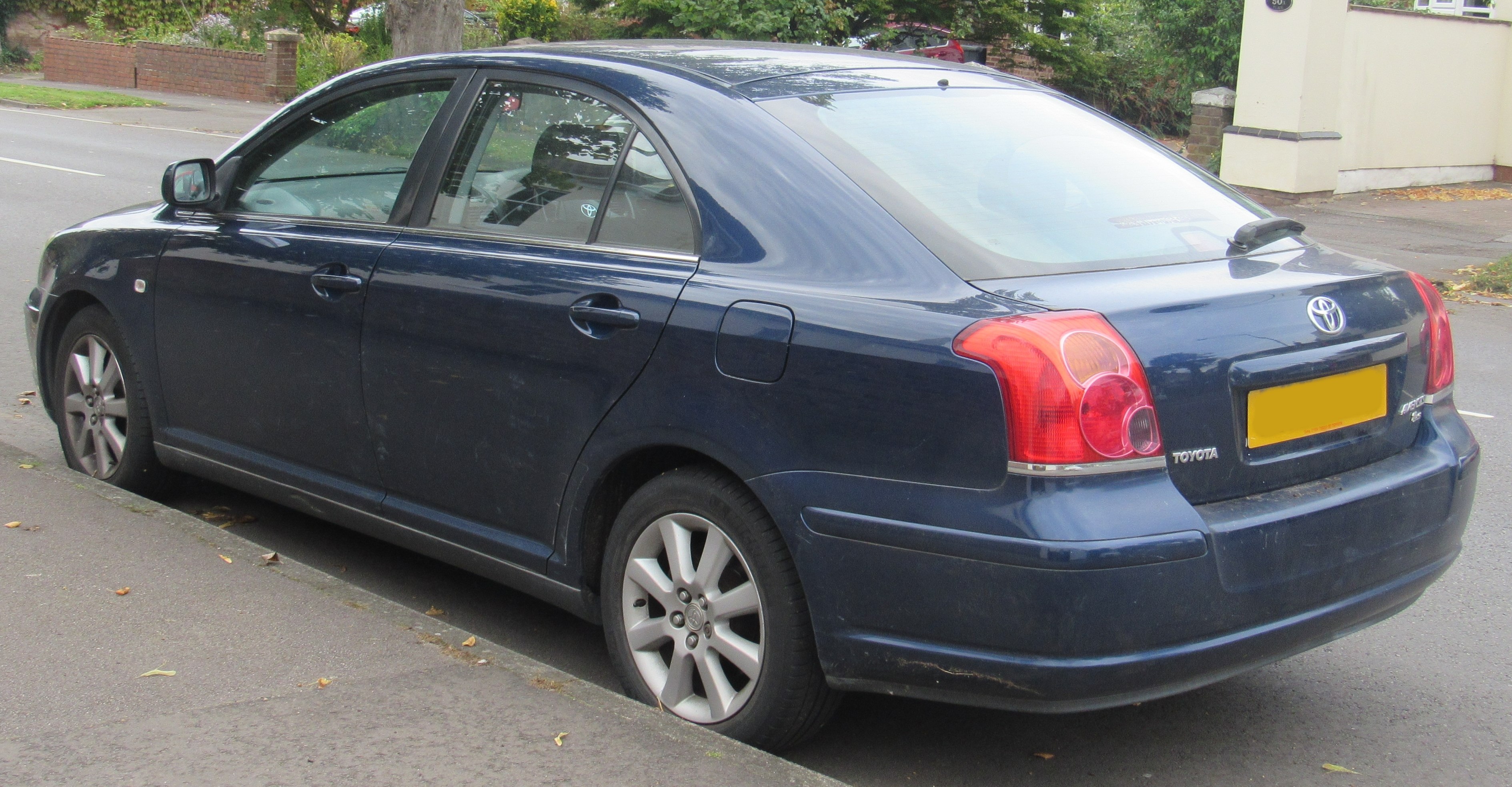
Toyota Avensis II хетчбек (2003—2006)

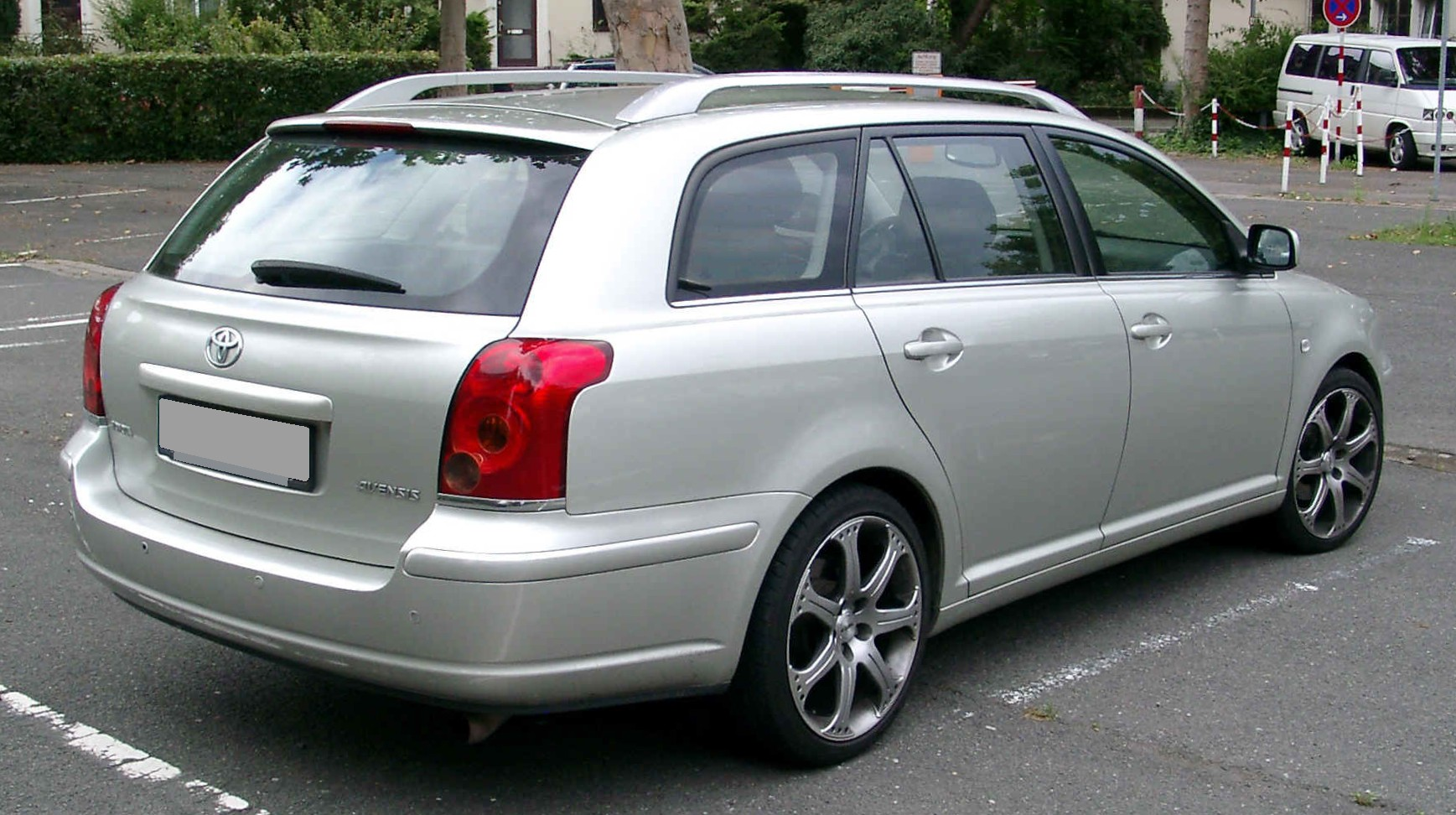
Toyota Avensis II універсал (2003—2006)

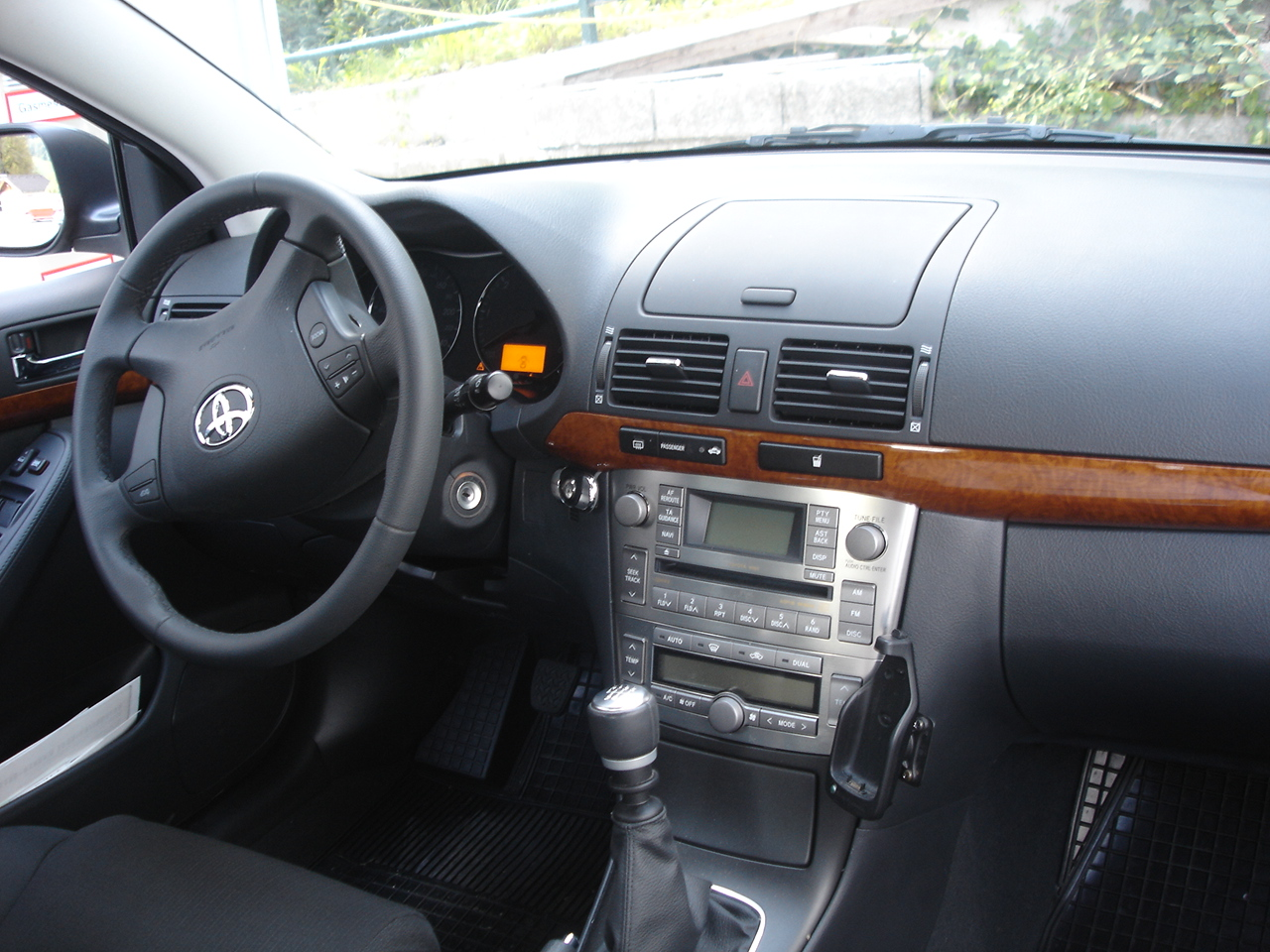
салон

У 2003 році на конвеєрі британського заводу Toyota стали збирати друге покоління Avensis.
Avensis другого покоління був спроектований у французькому дизайн-центрі компанії. Автомобіль випускався в трьох типах кузова: седан, хетчбек і універсал (Avensis Estate).
Гамма силових агрегатів для Avensis II складається з трьох бензинових і одного дизельного двигуна. Два бензинові двигуни об'ємом 1,6 і 1,8 літра, розвивають потужність 110 і 129 к.с. відповідно і оснащені фірмовою системою газорозподілу VVT-i. Потужніший, 147-сильний дволітровий двигун такої системи не має. Дизельний двигун — дволітровий, із змінною геометрією турбіни і потужністю 116 к.с.
На початку 2004 року лінійка двигунів для Avensis поповнилася двома новинками. Перша — 2,4-літровий бензиновий двигун потужністю 161 к.с. З ним автомобіль розганяється до 100 км/год за 9,1 секунди і розвиває максимальну швидкість 220 км/год. Такий двигун доступний в парі з новою п'ятиступінчастою коробкою передач, яка пропонується як в автоматичному, так і в напівавтоматичному варіанті. Ще один двигун — дволітровий дизель з зниженим рівнем вихлопу.
Всі двигуни Avensis зразка 1997 року оснащувалися розподіленим упорскуванням палива: без витратоміра на ранніх версіях і з ним — на новому 1,6-літровий мотор 3ZZ-FE, що з'явилося в 2000 році. Про цей агрегат варто сказати окремо, оскільки в його конструкції застосована система газорозподілу із змінними фазами VVT-i. Завдяки цій системі вдалося покращити еластичність у більшому діапазоні оборотів. На відміну від старого, 1,6-літрового двигуна, VVT-i має зовсім іншу головку блоку циліндрів (зокрема, вона стала ширшою) та інші розподільчі вали. Головне ж — уже згадані фази газорозподілу, які змінюються не поступово, як на моторах марки Honda, а плавно.
Чотириступінчаста автоматична коробка передач пропонується тільки для 1,8 — і 2,0-літрових бензинових двигунів. Для решти п'ятиступінчаста механіка.
Система розподілу гальмівного зусилля укупі з ABS і задніми дисковими механізмами значно поліпшують поведінку автомобіля при екстреному гальмуванні і роблять Avensis дуже стійким на дорогах із слизьким покриттям.
Є два різновиди оздоблення салону та комплектації Toyota Avensis: базова так звана Linea Terra («Лінія Землі») і «люксова» — Linea Sol («Лінія Сонця»), в кожній з яких можливі різні набори опцій. Чисто зовні відзнаки «Ліній» полягають у наявності (відсутності) протитуманних фар і форсунок омивача головної оптики, вмонтованих в передній бампер.
За результатами краш-тестів навесні 2003 року Avensis була визнана найбезпечнішим автомобілем. Avensis завоював 34 бали з 36 можливих. Це найкращий результат за всю історію цих тестів. У автомобілі дев'ять повітряних подушок безпеки. Крім передніх і бічних є така, яка захищає коліна водія. Всі подушки «вимірюють» силу удару і, відповідно, реагують по-різному, змінюючи швидкість розгортання.
У 2006 році модель оновили, змінивши бампери, оптику і решітку радіатора.

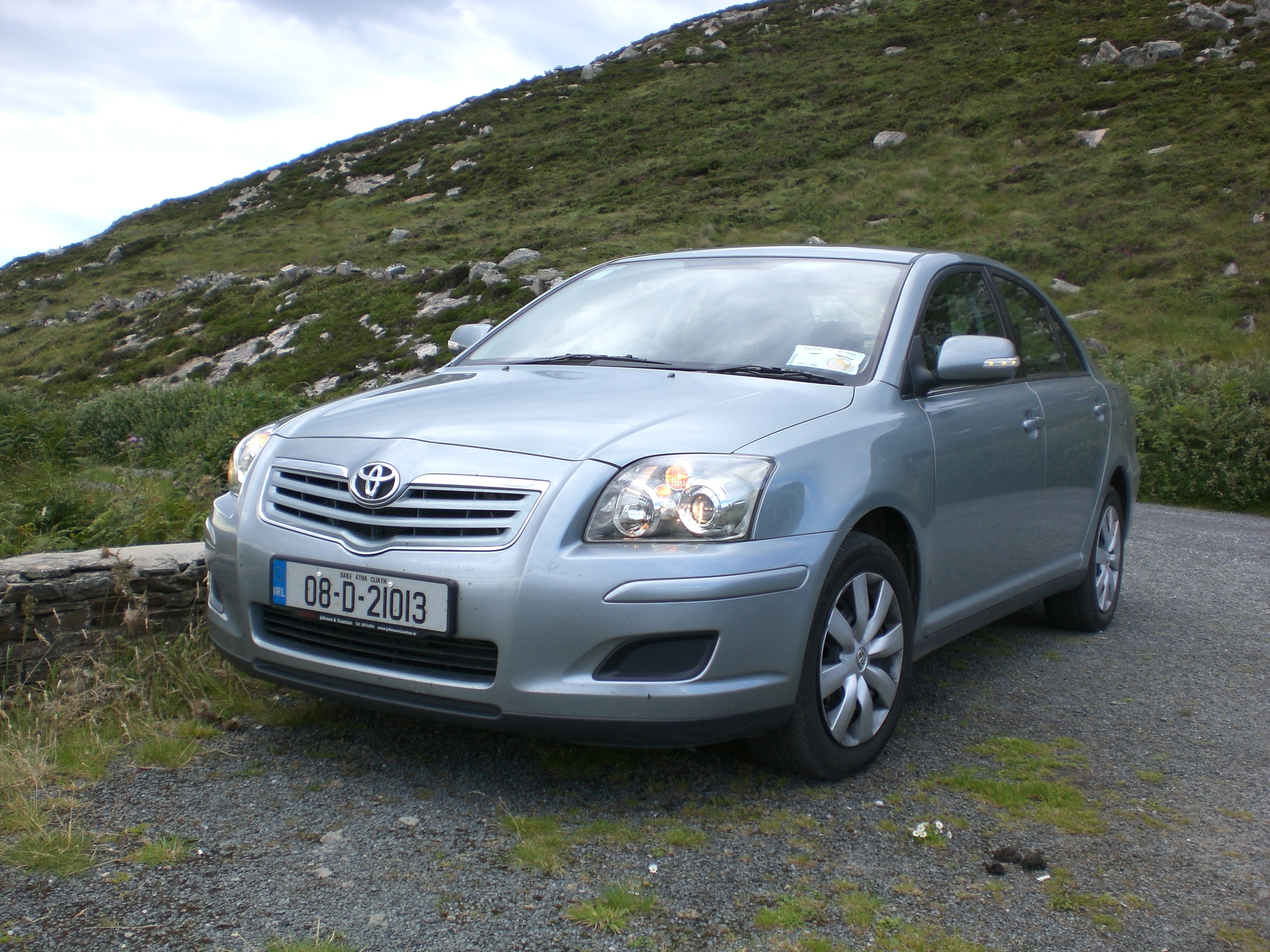
Toyota Avensis II седан (2006-2008)
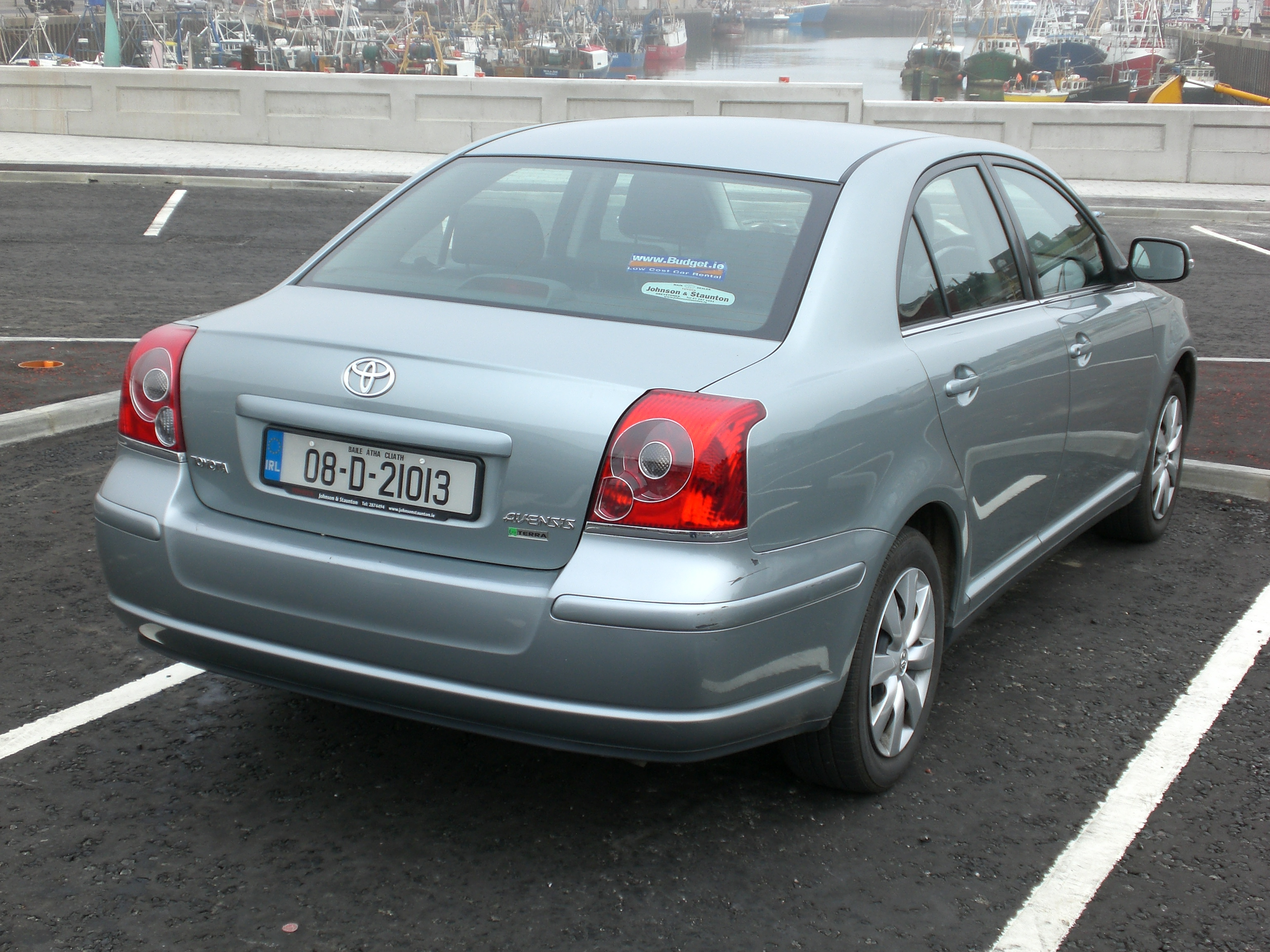
Toyota Avensis II седан (2006-2008)
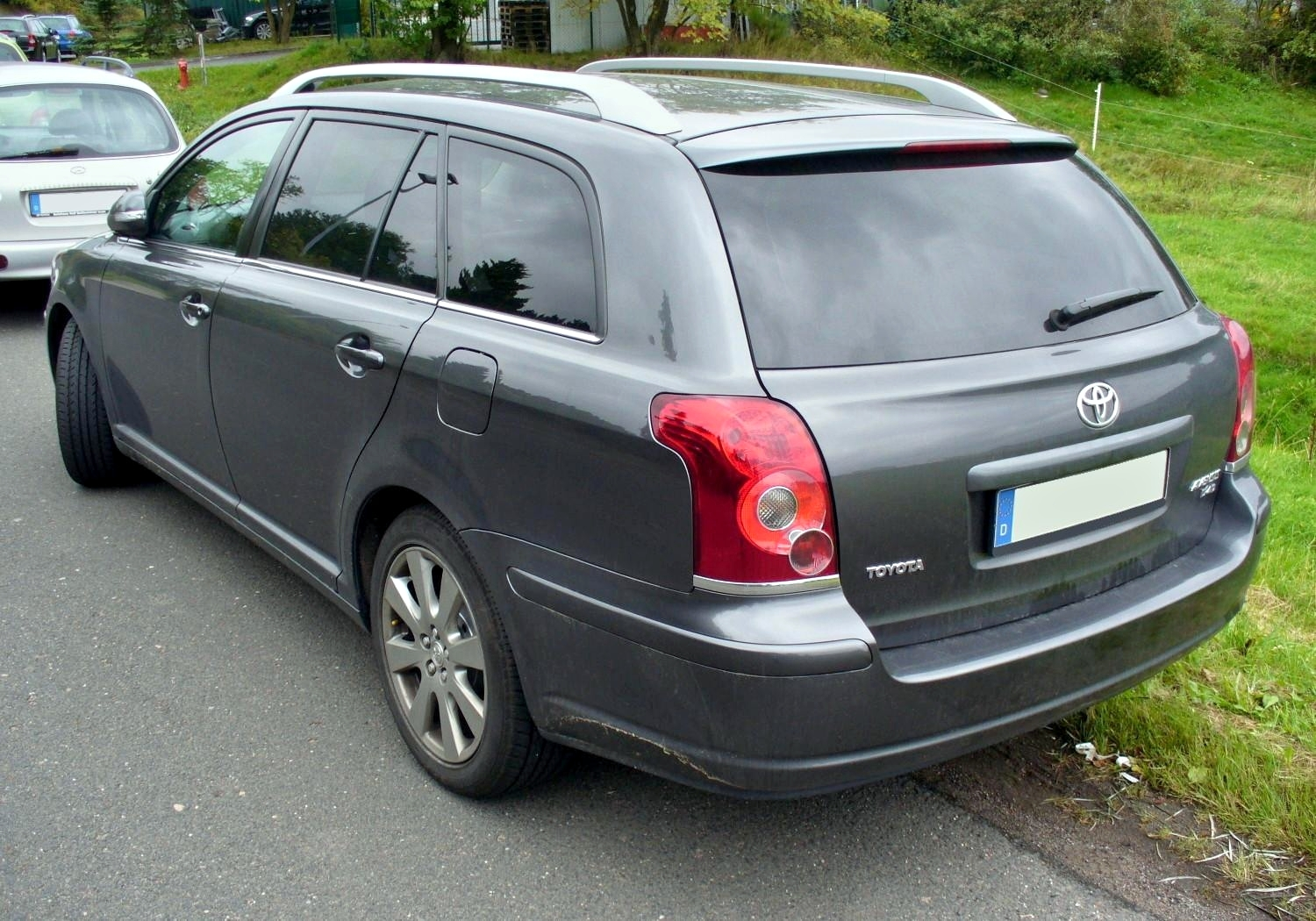
Toyota Avensis II універсал (2006-2008)

### Двигуни
Бензинові
- 1.6 л VVT-i 3ZZ-FE 109 к.с.
- 1.8 л VVT-i 1ZZ-FE 127 к.с.
- 2.0 л VVT-i 1AZ-FSE 145 к.с.
- 2.4 л VVT-i 2AZ-FSE 161 к.с.

Дизельні
- 2.0 л D-4D 1CD-FTV 114 к.с.
- 2.0 л D-4D 1AD-FTV 125 к.с.
- 2.2 л D-4D 2AD-FTV 148 к.с.
- 2.2 л D-4D 2AD-FHV 174 к.с.

## Toyota Avensis T27 (2009—2018)

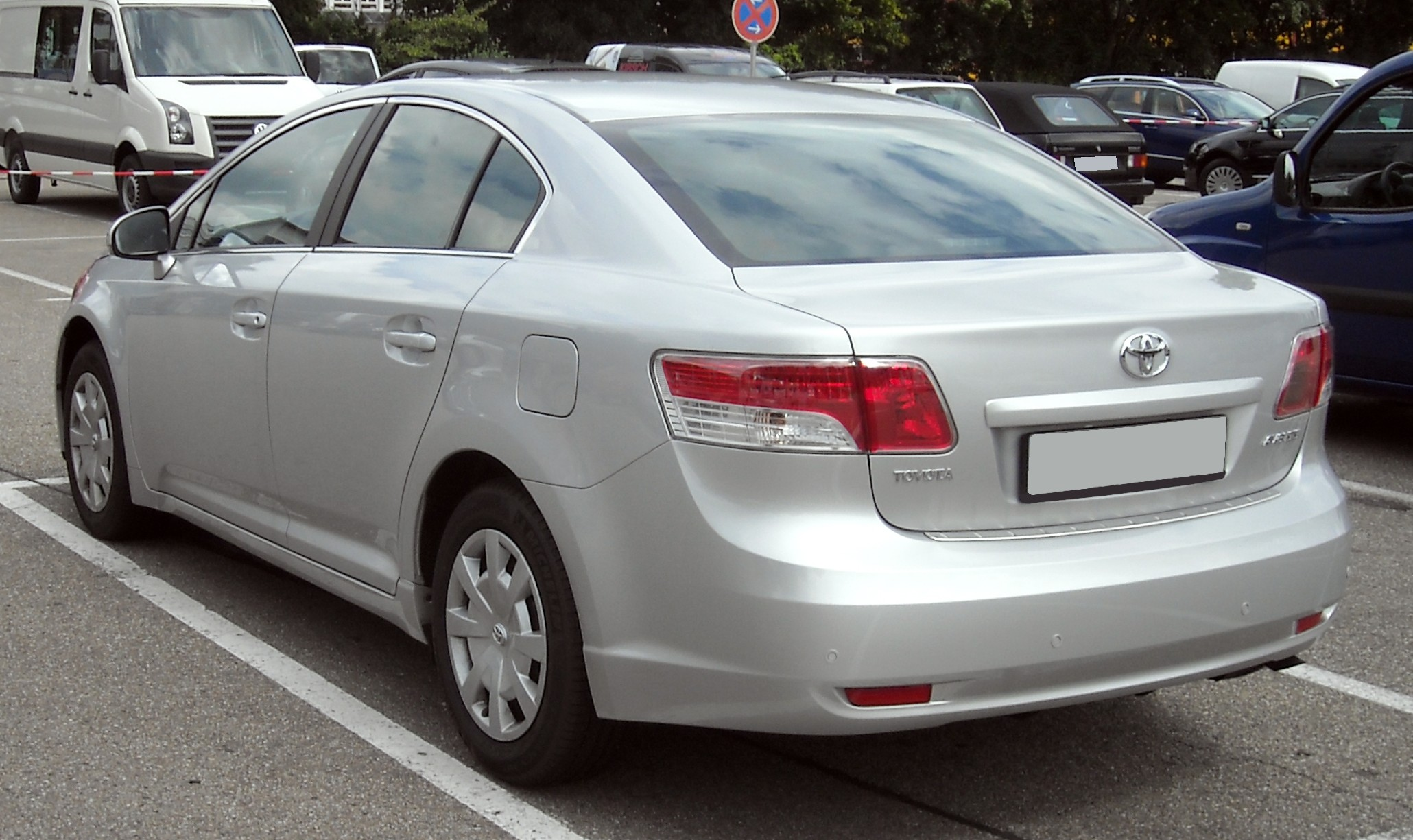
Toyota Avensis III седан (2009—2011)

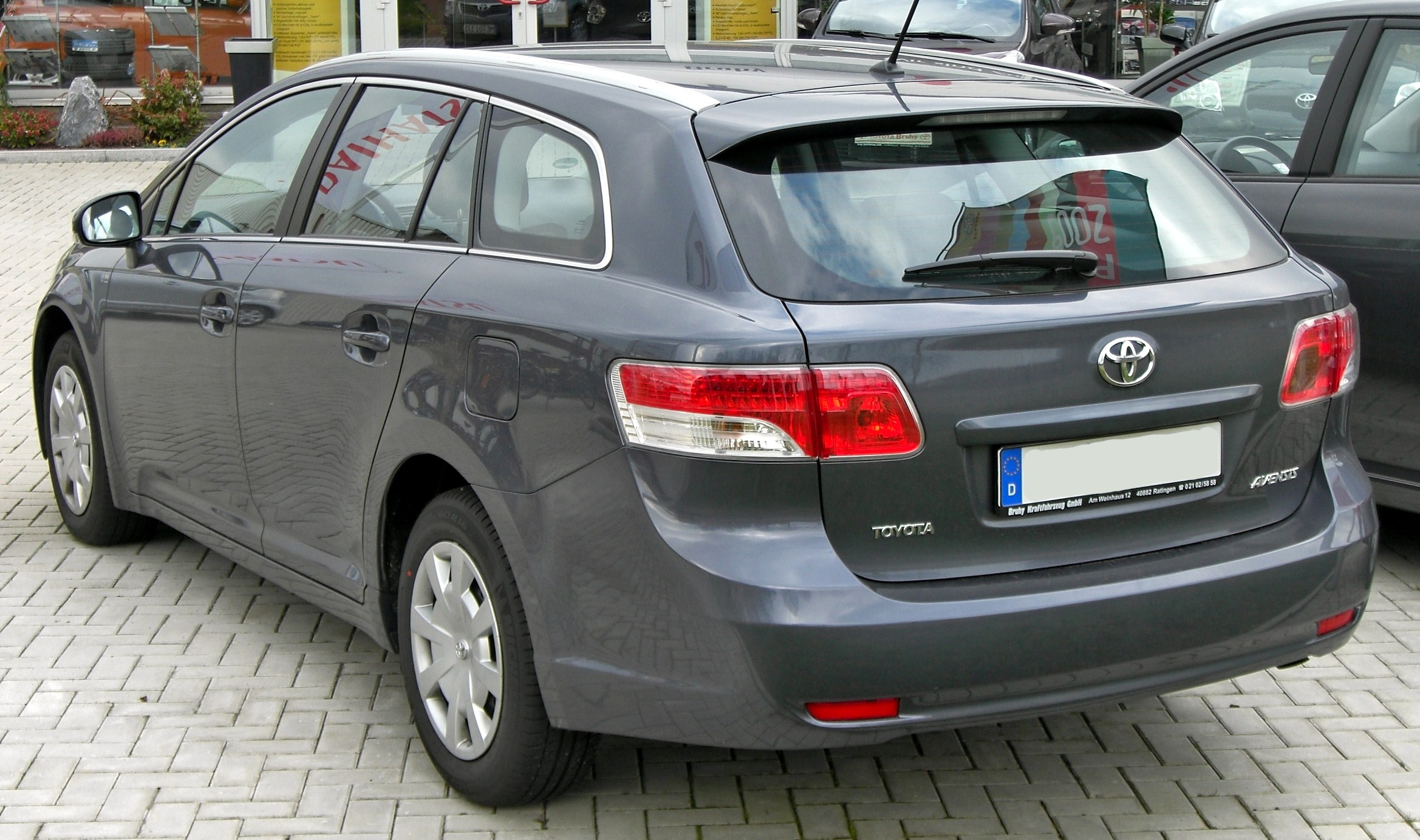
Toyota Avensis III універсал (2009—2011)

Восени 2008 року на Паризькому автосалоні було представлено третє покоління Toyota Avensis у варіантах седан і універсал. Для інженерів і маркетологів головним завданням при створенні третього покоління було не тільки зміна дизайну, а й поліпшення їздових характеристик і комфортабельності. Флагманська європейська модель компанії тепер відрізняється більш вражаючим аеродинамічним дизайном і має ширший вибір двигунів з підвищеним крутним моментом і низьким рівнем викидів CO2 в атмосферу. Безпека теж не залишилася без уваги, краш-тести EuroNCAP Avensis III пройшов на «відмінно».
Над стильним оформленням нової моделі попрацювали фахівці дизайнерського центру Toyota в Південній Франції. Виготовляється автомобіль на заводі в Бурнастоне (Дербішир), Велика Британія. Головний акцент був зроблений на поліпшенні аеродинамічних показників моделі, і тепер коефіцієнт лобового опору становить всього 0,28 для седана і 0,29 для універсала.
В основі автомобіля лежить зовсім нова платформа. Це покоління стало довшим і ширшим від попереднього на 50 міліметрів (довжина седана — 4695, універсала — 4765 міліметрів, ширина однакова — 1810 міліметрів), висота і колісна база залишилися без змін (1480 і 2700 міліметрів відповідно). Збільшення габаритів автомобіля пов'язано з розширенням простору в салоні.
Пропонується шість варіантів двигунів. Toyota Avensis отримала новий 1,6-літровий (132 к.с.) бензиновий двигун Valvematic, що поєднується з шестиступінчастою МКПП. Другий агрегат Valvematic має об'єм 1,8 л (147 к.с.) опціонально комплектується новим варіатором Multidrive S, який імітує роботу 7-східчастого «автомата». Найпотужнішим бензиновим двигуном для Avensis III став агрегат обсяг 2,0 л потужністю в 152 к.с. Технологія Valvematic дозволяє знизити рівень викидів CO2 в атмосферу на 26 %. В лінійці силових агрегатів є і дизельні двигуни потужністю від 126 до 177 к.с. Всі дизелі, що встановлюються на Avensis III, були модернізовані шляхом установки п'єзоелектричних інжекторів і підвищенням тиску впорскування. Це дозволило скоротити рівень викидів до 10 %. До всіх двигунів серійно пропонується стандартна трансмісія на шість швидкостей, але до дизельного двигуна об'ємом 2,2 л можна також замовити нову автоматичну коробку передач на шість швидкостей, а до бензинового 2,0 л — нову безступінчату трансмісію Toyota Multidrive S.
У 2011 році модель оновили.
У 2015 році модель оновили вдруге.
Toyota Avensis доступна у Трьох основних комплектаціях — Active, Business Edition і Excel, які запропонують чималий перелік стандартного обладнання. Базова модель Active постачається з: механічним кондиціонуванням повітря, литими дисками коліс, круїз-контролем та передніми вікнами з електроприводом. Якщо говорити про баланс вартості та оснащення, то варто звернути увагу на модель Business Edition, яка запропонує: 17-дюймові литі диски коліс, інформаційно-розважальну систему Toyota's Touch 2, автоматичну систему кондиціонування повітря, систему супутникової навігації з сенсорним екраном, DAB радіо, вікна з електроприводом та камеру заднього виду. Сидіння у даній моделі мають частково шкіряну і частково шерстяну обшивку. Модель Business Edition Plus додасть: шкіряну обшивку підлокітників та систему відмикання дверей без ключа. Топова модель Excel запропонує: 18-дюймові литі диски коліс, шкіряні сидіння з підігрівом і декількома режимами електронного налаштування, та покращену навігаційну систему з 3D відображенням. Усі моделі оснащені декількома подушками безпеки, включаючи подушку для колін водія. Доступні такі функції та системи, як: автоматичне аварійне гальмування, допомога при рушенні зі схилу, електронний контроль стабільності та сенсори тиску в шинах. Моделі вищих комплектацій запропонують автоматичні фари дальнього світла, систему слідкування за розміткою та систему розпізнавання знаків як стандартні.

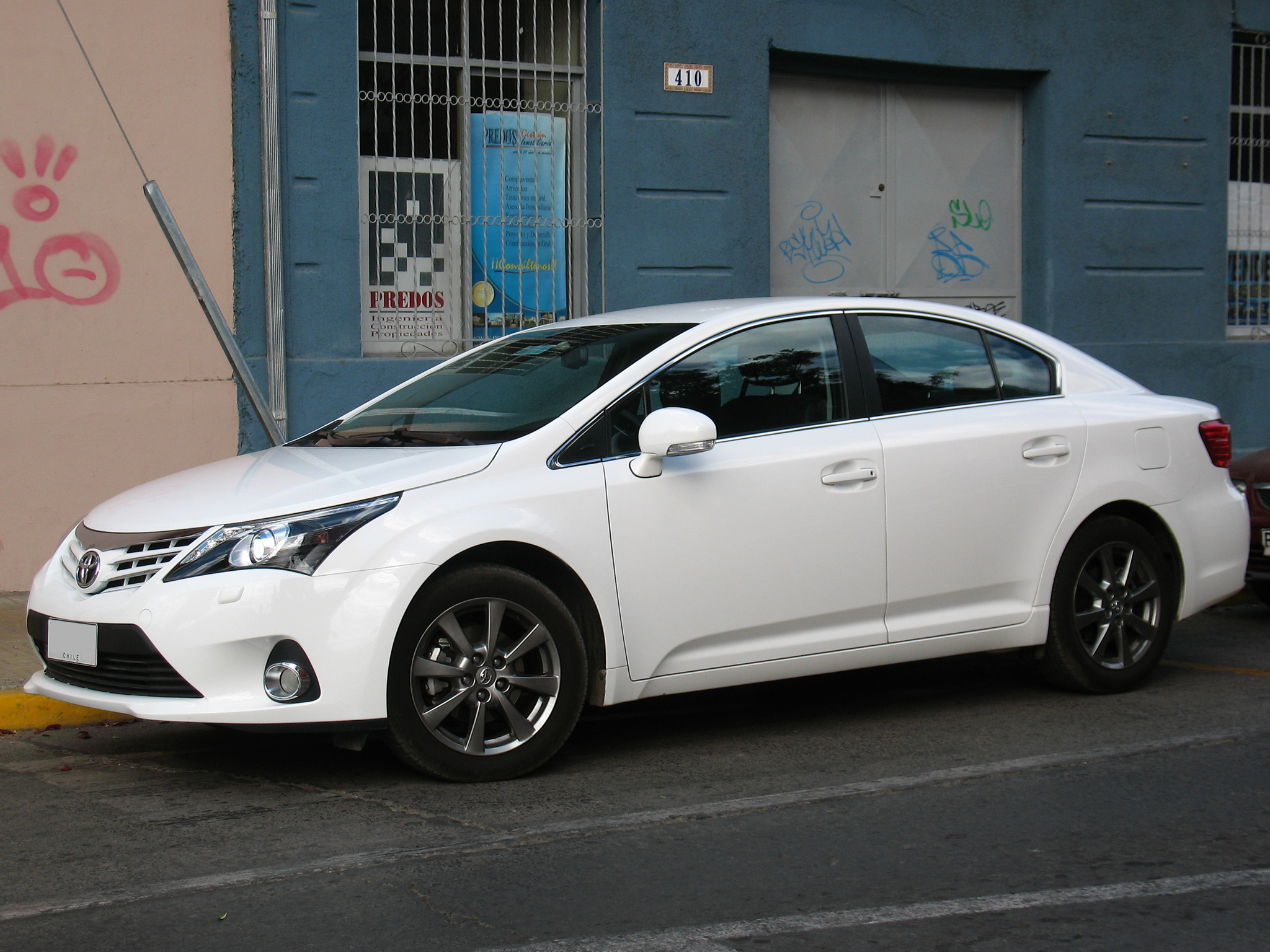
Toyota Avensis III (2011-2015)
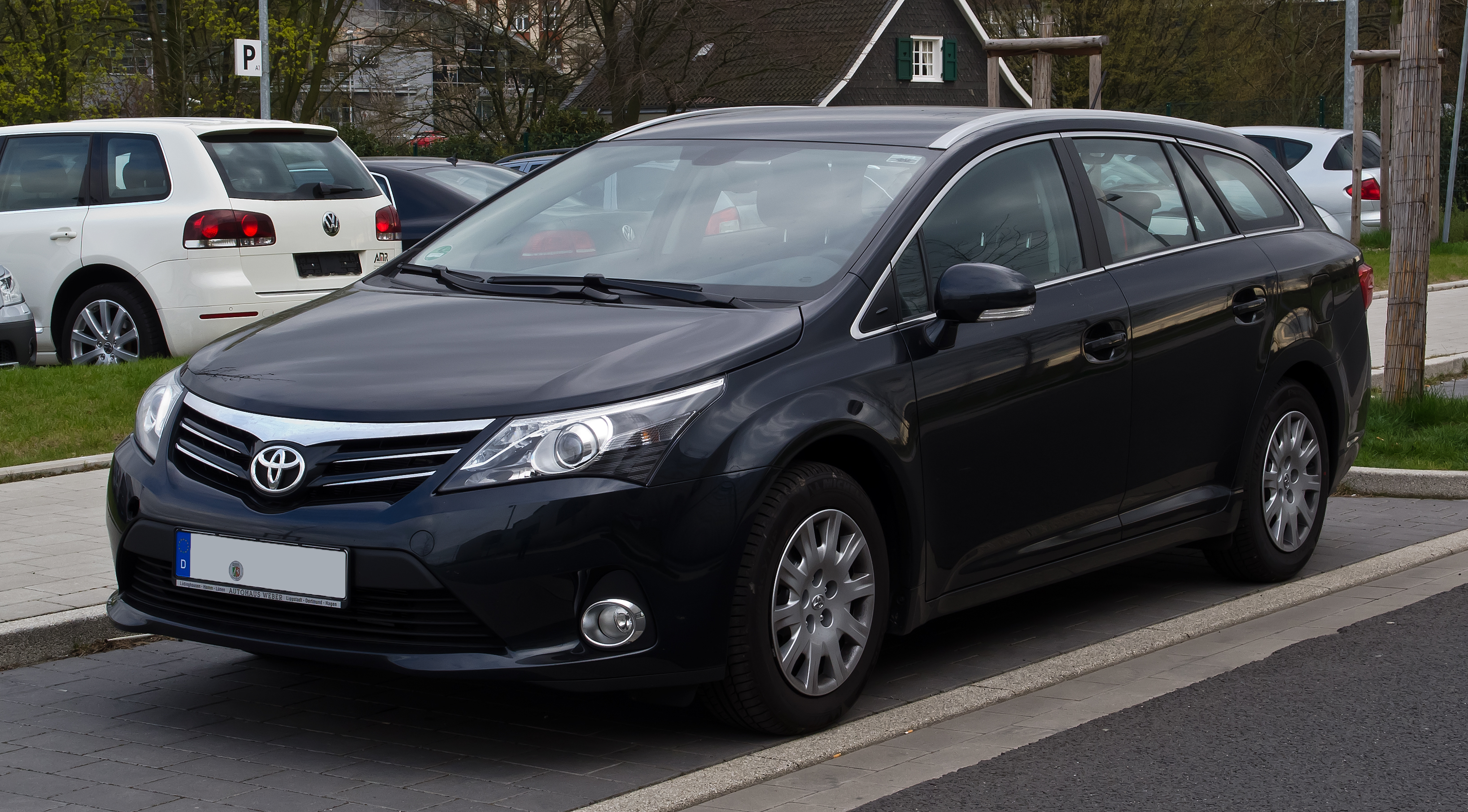
Toyota Avensis III універсал (2011-2015)
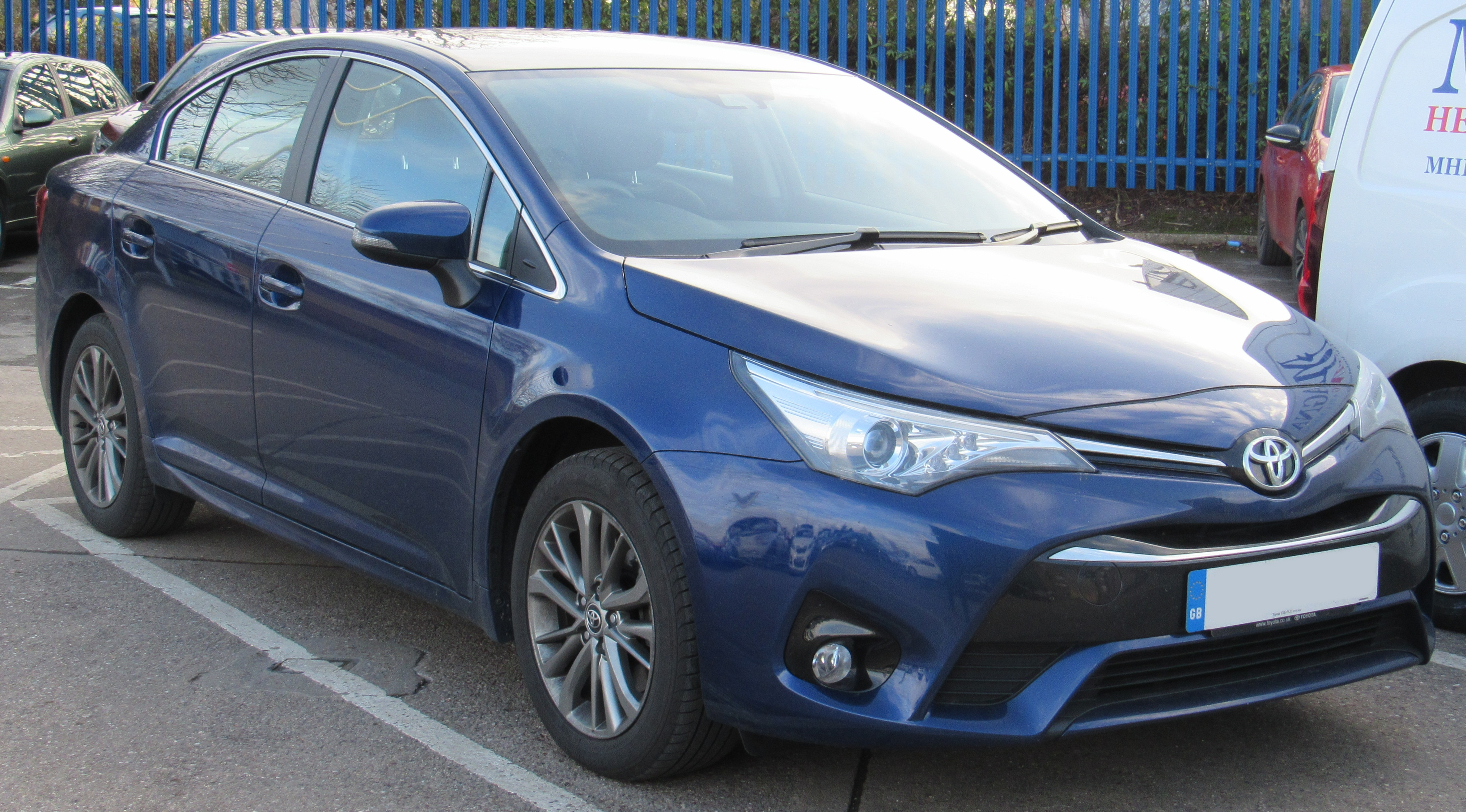
Toyota Avensis III седан (з 2015)
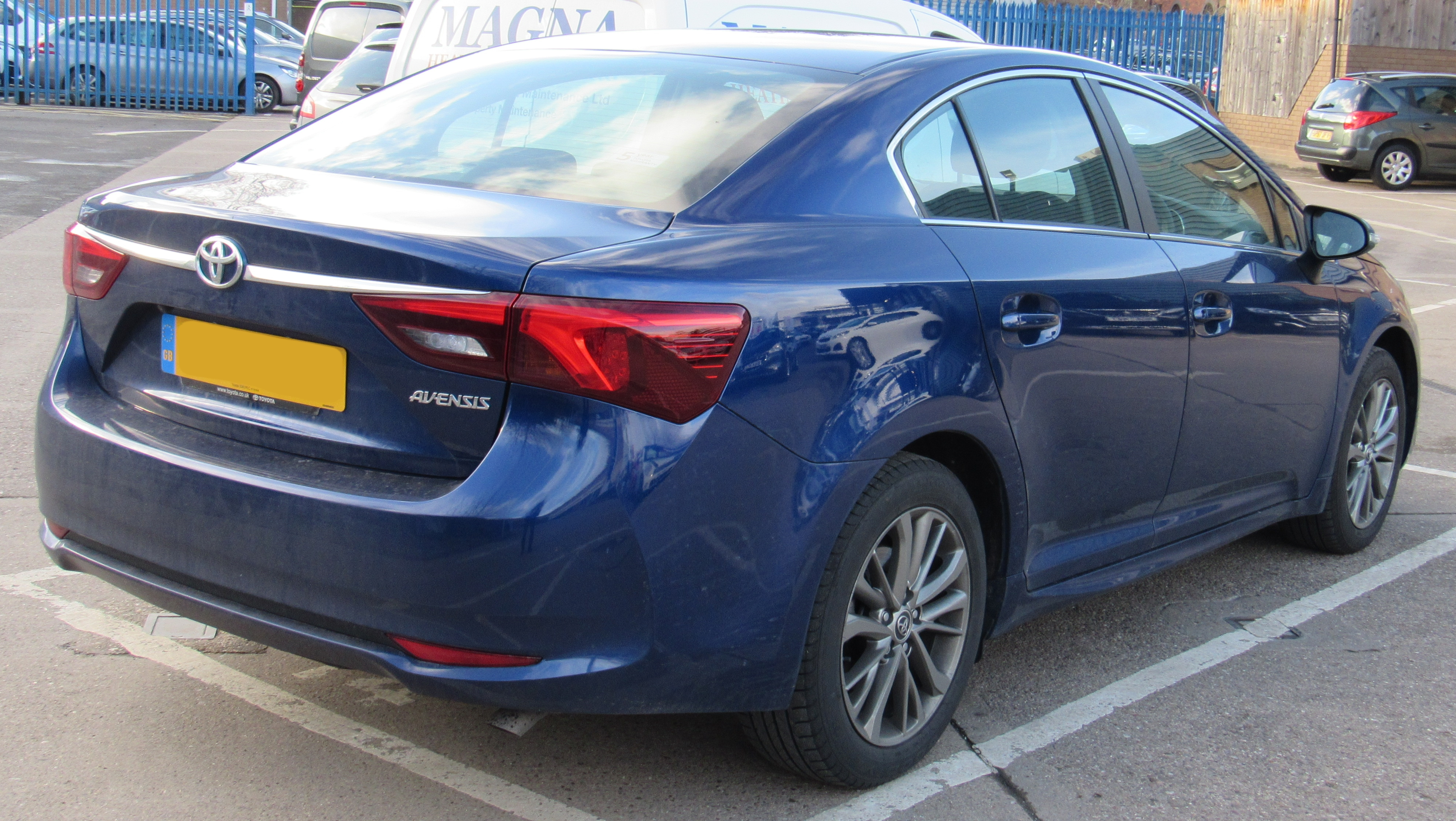
Toyota Avensis III седан (з 2015)
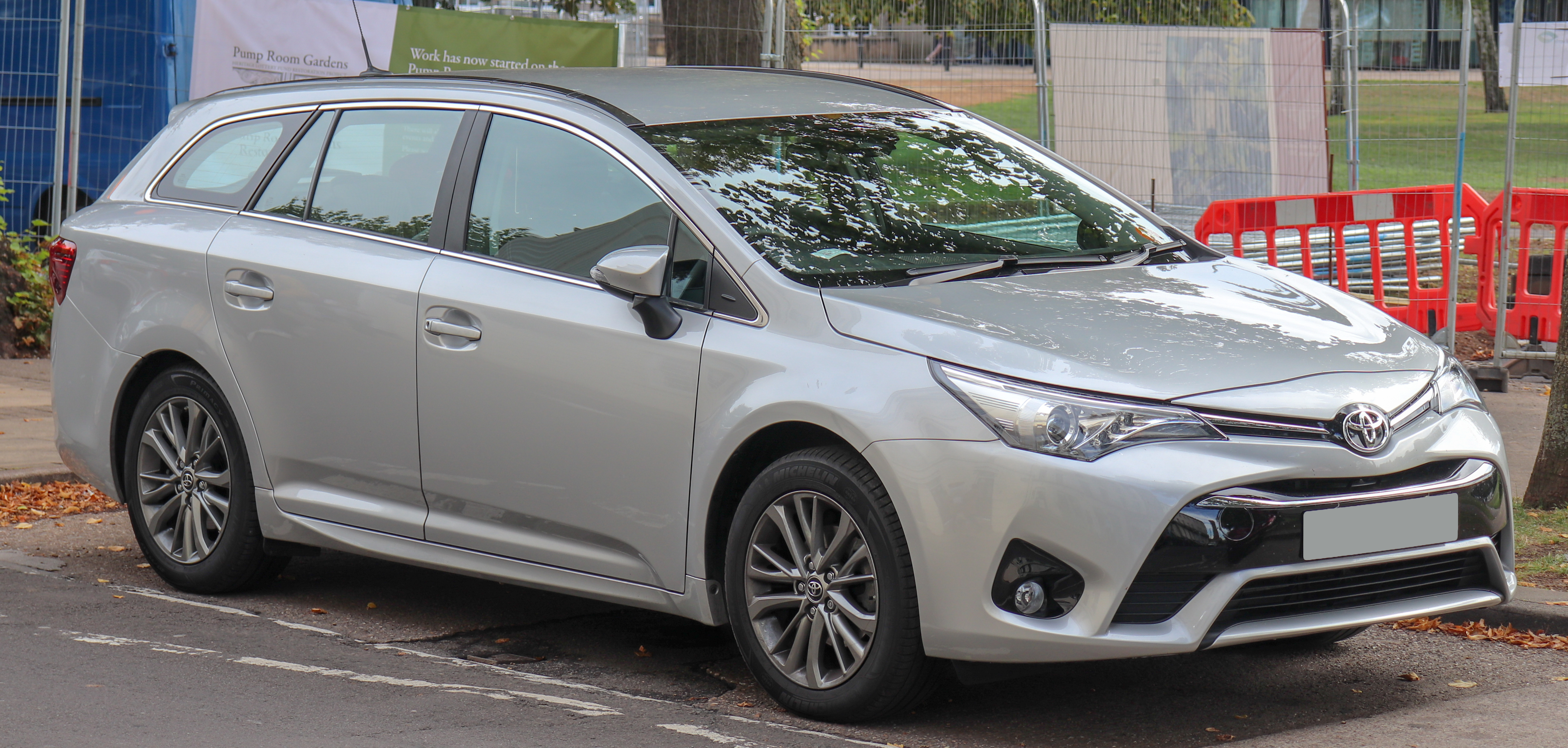
Toyota Avensis III універсал (з 2015)

### Двигуни
Бензинові
- 1.6 л 1ZR-FAE 132 к.с. 11.2008—07.2018
- 1.8 л 2ZR-FAE 147 к.с. 11.2008—07.2018
- 2.0 л 3ZR-FE 139 к.с. 11.2008—07.2018
- 2.0 л 3ZR-FAE 152 к.с. 11.2008—07.2018

Дизельні
- 1.6 л D-4D 1WW (BMW N47C16A) 111 к.с. 05.2015—05.2018
- 2.0 л D-4D 1AD-FTV 126 к.с. 11.2008—11.2011
- 2.0 л D-4D 1AD-FTV 124 к.с. 11.2011—05.2015
- 2.0 л D-4D 2WW (BMW N47C20A) 143 к.с. 05.2015—05.2018
- 2.2 л D-4D 2AD-FTV 150 к.с. 11.2008—05.2015
- 2.2 л D-4D 2AD-FHV 177 к.с. 11.2008—05.2015